# ستينفايكرلاند
ستينفايكرلاند Steenwijkerland  هي بلدية ومدينة بمقاطعة أوفرآيسل بهولندا.

## طوبوغرافيا
خريطة طوبوغرافية هولندية لبلدية ستينفايكرلاند، يونيو 2015، (تقرأ بعد ثلاث نقرات على الخريطة).